# Kanton Nevers-Sud
Nevers-Sud is een voormalig kanton van het Franse departement Nièvre. Het kanton maakte deel uit van het arrondissement Nevers. 
Het werd opgeheven bij decreet van 18 februari 2014 met uitwerking op 22 maart 2015.

## Gemeenten
Het kanton Nevers-Sud omvatte de volgende gemeenten:
- Challuy
- Marzy
- Nevers (deels, hoofdplaats)
- Sermoise-sur-Loire